# Un poble anomenat Dante's Peak
Un poble anomenat Dante's Peak (títol original en anglès Dante's Peak) és una pel·lícula estatunidenca, dirigida per Roger Donaldson, estrenada el 1997 i doblada al català.

## Argument
Quatre anys després d'haver perdut la seva companya en una erupció volcànica a Colòmbia, el vulcanòleg Harry Dalton treballa per l'institut geològic americà (US Geological Survey) a Vancouver, a l'estat de Washington, al nord-oest dels Estats Units.
Un dia, després d'haver-se registrats signes d'activitat sísmica al Dante's peak, volcà fictici de la serralada de les Cascades, a l'Estat de Washington, l'USGS l'envia a una missió rutinària de vigilància, ja que el volcà fa segles que no entra en erupció.
El doctor Dalton arriba a Dante's Peak, petita ciutat (fictícia) situada al peu del volcà amb el mateix nom, durant una festa en el transcurs de la qual la Rachel Wando, alcaldessa de la localitat, rep el premi a la «segona ciutat amb menys de 20.000 habitants més agradables dels Estats Units», mentre alguns inversors estan preparant projectes immobiliaris.
L'arribada del vulcanòleg no fa gaire gràcia a la Rachel, que tem que els promotors es neguitegin pels rumors d'activitat volcànica. Després de descobrir una parella escaldada i asfixiada en un bany en una font calenta situada al vessant del volcà, el servei de vigilància volcànic és obligat a enviar un equip complet de monitoratge per procedir a un intens seguiment de l'activitat del volcà.
L'acumulació d'indicis que mostren l'erupció imminent del volcà porta les autoritats a considerar, tant sí com no, l'evacuació de la petita ciutat. Però el desencadenament de l'erupció i l'amenaça d'un riu de lava porten a un campi qui pugui...

## Repartiment
- Pierce Brosnan: el doctor Harry Dalton
- Linda Hamilton: Rachel Wando, alcaldessa de Dante's Peak
- Jamie Renée Smith: Lauren Wando, filla de Rachel
- Jeremy Foley: Graham Wando, fill de Rachel
- Elizabeth Hoffman: Ruth, sogra de Rachel
- Charles Hallahan: el doctor Paul Dreyfus, responsable de l'equip USGS
- Grant Heslov: Greg, tècnic de l'USGS
- Kirk Trutner: Terry, tècnic de l'USGS
- Arabella Field: Nancy, tècnic de l'USGS
- Tzi Ma: Stan, tècnic de l'USGS

## Al voltant de la pel·lícula
Les escenes de la ciutat i dels exteriors han estat rodades principalment a Wallace (Idaho) i als seus voltants. Contràriament a una afirmació desproveïda de fonament, Wallace mai no ha estat víctima d'una erupció volcànica. Per contra, la mina de plata que juga un cert paper a la pel·lícula és un element real de la història de la petita ciutat d'Idaho, que ha inspirat directament la peripècia final de la pel·lícula.
Les escenes que mostren el procés de monitoreig de l'activitat prèvia a l'erupció van ser supervisades per vulcanòlegs del USGS, que s'encarregaren de recrear el procés real de vigilància volcànica quan es detecten signes de possible erupció. Les tècniques i deduccions que surten a la pel·lícula també s'utilitzen en l'estudi real. L'actor Pierce Brosnan va passar 15 dies en un centre real de monitoreig d'activitat vulcànica, per tal d'aprendre les tècniques i procediments reals de treball. En aquest sentit es pot afirmar que les escenes relatives al treball científic poden servir per il·lustrar el treball d'un equip real de vulcanòlegs.
Les seqüències que tenen lloc al cràter del pic de Dante han estat rodades al cim del Mount Saint Helens, volcà real de la serralada de les Cascades a l'Estat de Washington, que va tenir una erupció el 20 de març de 1980, i rius de lava i explosions el 18 maig, i que van marcar de manera notable tot el nord-oest dels Estats Units: hi hagué 57 víctimes humanes, 1.500 uapitís, 5.000 altres cèrvids, 11 milions de peixos, la lava va cremar-ho tot en una superfície d'aproximadament 600 km².